# Eduardo Rergis
Eduardo Rergis est un footballeur mexicain né le 20 octobre 1956. 

## Carrière
- 1976-1980 : Club América ( Mexique)
- 1980-1986 : CF Atlante ( Mexique)
- 1986-1989 : Tigres UANL ( Mexique)
- 1989-1991 : Tiburones ( Mexique)

## Palmarès
- Copa Interamericana : 1978
- Championnat du Mexique de football : 1982
- Ligue des champions de la CONCACAF : 1983